# قماش فوال

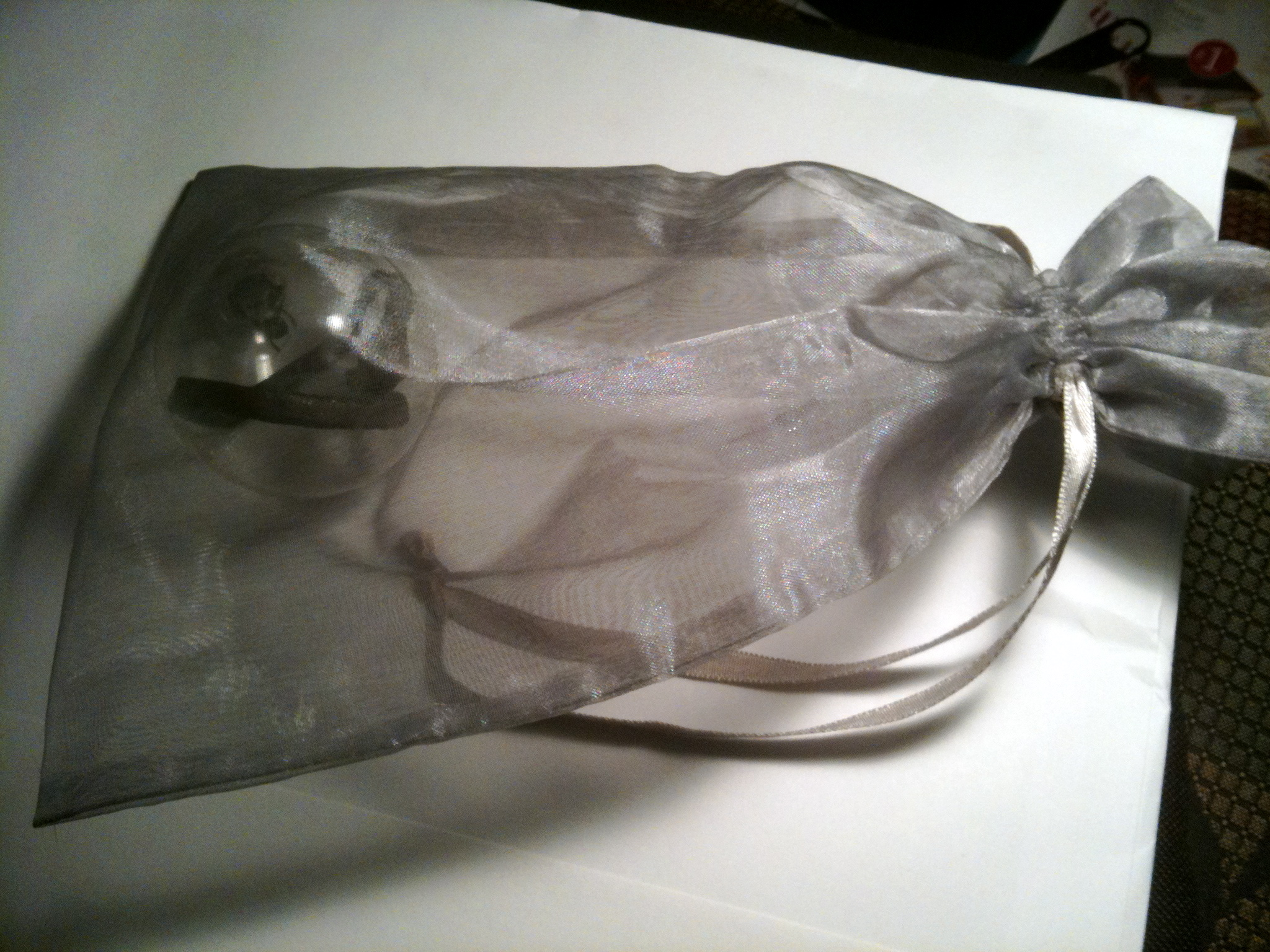
كيس من قماش الفوال

قماش الفوال (بالإنجليزية: Voile)‏ هو نوع من أقمشة السادة ويعد قماشًا رقيقًا، عادة يصنع من القطن 100% أو من القطن الممزوج مع البوليستر أو الكتان. وكلمة «فوال» مصطلح أتى من اللغة الفرنسية ومعناه الحجاب. وبسبب خفة وزنه، يستعمل عادة في الأثاث الناعم الرقيق. وتستعمل أقمشة الفوال ستائرًا طويلة في البلاد الحارة من أجل الوقاية من البعوض (ستائر البعوض)...إلخ. كما تستعمل ستائرًا للزينة على شكل ستائر شبكية.

## استخدامات الفوال
قماش الفوال متوفر بعدة قياسات وألوان متعددة (على عكس الستائر الشبكية، التي تكون عادة ذات لون أبيض أو أبيض عاتم). وبسبب مظهر قماش الفوال الشبه شفاف تصنع ستائر الفوال بواسطة آلات خاصة.
قماش الفوال يدخل أيضًا في صناعة الألبسة، سواءً بشكل متعدد الطبقات أو فوق قماش آخر كطبقة ثانية. الفوال يشبه كثيرًا قماش الشيفون، الذي يستعمل أيضًا في صناعة الألبسة.

## أنواع المواد
الأقمشة الخفيفة الشفافة النفوذة تتضمن الموسلين والفوال والدانتيل. هذه الأقمشة تقسم بشكلٍ أساسيٍ إلى فسمين رئيسيّن بناءً على المواد الدخلة في إنتاجها.
1. النوع الأول يصنع من الألياف الطبيعية مثل القطن والحرير.
2. النوع الثاني يحضر من الألياف الاصطناعية.

وهذا النوع من الأقمشة الشفافة الصنعية تصنع من مواد مستخرجة من مواد خام مثل لب الخشب والنفط الطبيعي. ويعد هذا النوع أمتن وأقوى من النوع الأول ولكنها إلى الآن صعبة الصباغة بالأصبغة التقليدية.
وتستعمل عادة كستائر لغرف تغيير الملابس كما أنها جيدة التدلي وتعطي طيات ملفتة للملابس الداخلية والخارجية على حد سواء.

## اقرأ أيضاً
- منسج دوبي
- قماش بنغالين
- قماش بوبلين
- قماش باكرام
- قماش شالي
- تركيب نسيجي
- نسيج سادة